# Maremma Pisana

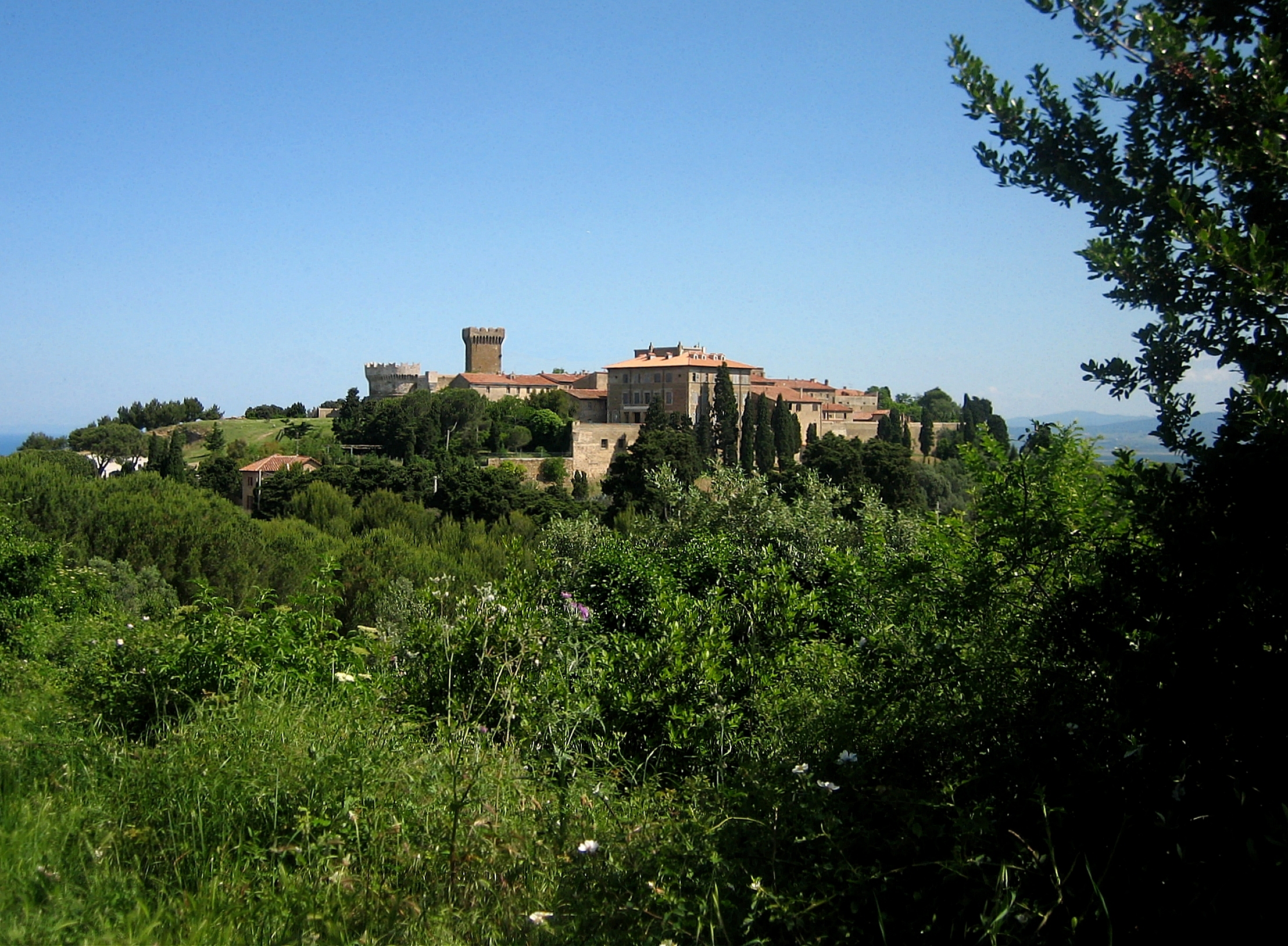
La Maremma Pisana da Populonia

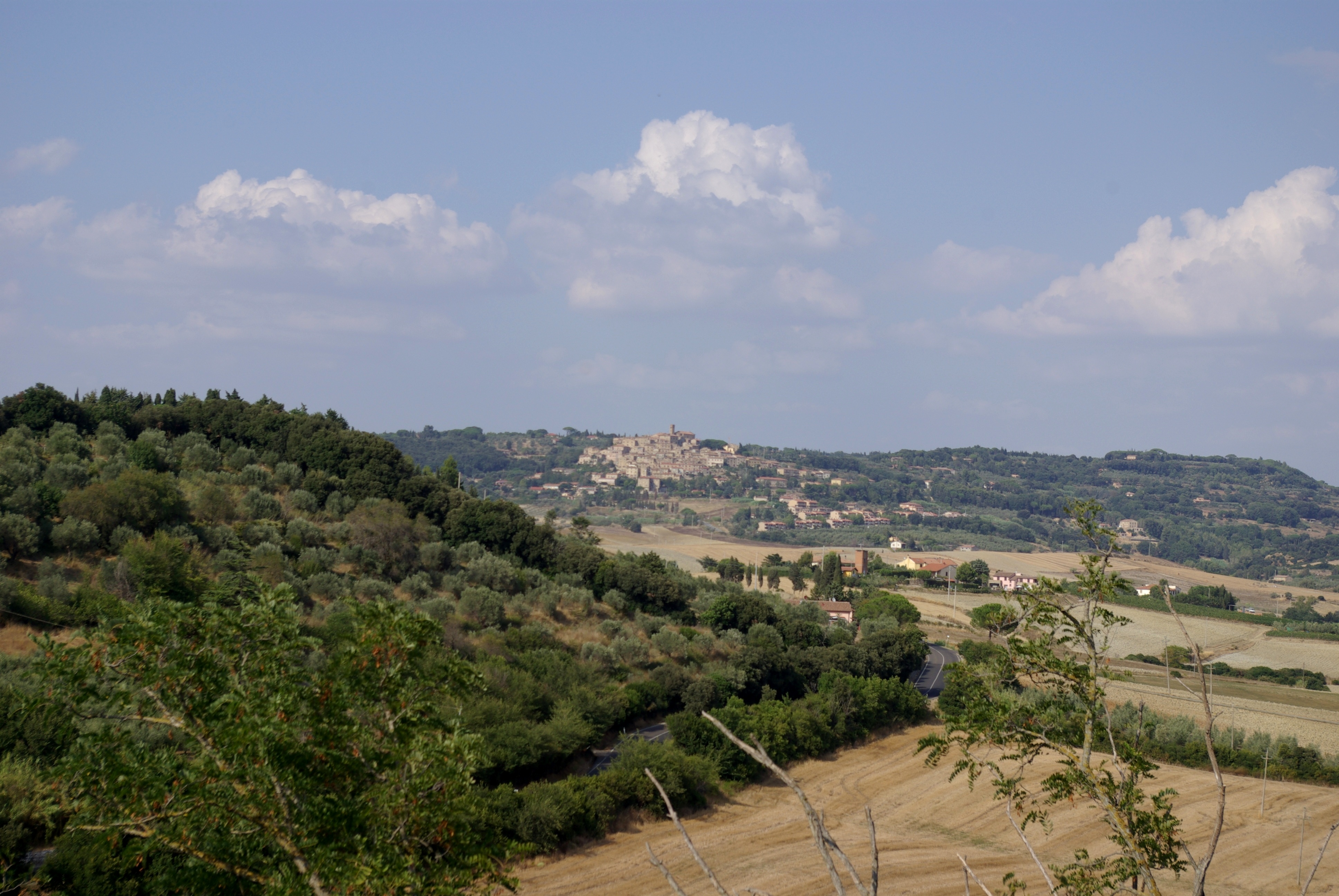
Paesaggio tipico della Maremma Pisana, sullo sfondo il caratteristico borgo di Casale Marittimo

La Maremma Pisana, più raramente Maremma Volterrana, è il termine con cui si indica, a volte come sinonimo di Maremma livornese, il tratto di Maremma che apparteneva alla provincia di Pisa al momento dell'Unità d'Italia, che all'epoca comprendeva anche tutti i comuni costieri della provincia di Livorno, da Rosignano Marittimo fino a Piombino.
Oggi è in uso anche limitare il termine Maremma Pisana ai soli territori che ricadono nella provincia di Pisa, ovvero un gruppo di comuni che occupano la parte occidentale della Val di Cecina: Castellina Marittima, Riparbella, Casale Marittimo, Guardistallo, Montescudaio e Monteverdi Marittimo; ai quali possono essere inclusi, all'estremo lembo settentrionale dell'area, anche piccole porzioni dei territori comunali di Orciano Pisano e di Santa Luce. Tuttavia è considerato corretto da un punto di vista storico-geografico chiamare indistintamente tutta la Maremma settentrionale o Alta Maremma, sia i territori oggi in provincia di Pisa che quelli in provincia di Livorno, con l'appellativo di Maremma Pisana, nome con il quale questi territori sono stati conosciuti per secoli. 
La zona costituisce la parte più settentrionale dell'intera Maremma, detta anche per questo motivo Alta Maremma o Maremma Settentrionale.
In passato alcuni storici estendevano i territori della Maremma a nord di Pisa fino a comprendere l'intera Versilia fino alla foce del fiume Magra.

## Storia
Storicamente come Maremma Pisana si intendeva tutta l'area della Maremma ricadente oggi nelle province di Pisa e Livorno, territorio che per secoli fu sotto il dominio della città di Pisa, e che coincide con quella che viene abitualmente indicata come Maremma settentrionale o Alta Maremma. L'ultimo tratto della Maremma Pisana era nota secondo il Repetti anche come Maremma Volterrana, il quale faceva cominciare a nord i territori della Maremma Pisana già da Montignoso, in provincia di Massa Carrara.
Tutti i territori della Maremma Settentrionale, sin dall'XI secolo divennero parte del contado pisano che si estendeva da Rosignano Marittimo all'altezza dei Monti Livornesi fino a Scarlino in provincia di Grosseto. Anche Piombino, secondo porto della Repubblica di Pisa, rimase sotto l'influenza pisana fino all'affermarsi della signoria degli Appiani, potente famiglia della nobiltà pisana che scelse la strada dell'autonomia che durò con alterne fortune fino al congresso di Vienna. Nel 1860, Piombino e i comuni della Val di Cornia tornarono sotto la giurisdizione della neonata provincia di Pisa.
Su parte di questi territori dominarono a lungo i Della Gherardesca, che esercitarono più volte il vicariato per conto della Repubblica di Pisa. I Della Gherardesca, antica famiglia patrizia pisana i cui membri avevano ricoperto i più importanti incarichi nella città di Pisa, potevano vantare numerosi castelli, monasteri, e fortificazioni in territorio maremmano (alcuni dei quali ancora oggi perfettamente conservati). Attorno a molti di questi castelli e monasteri sorsero alcuni dei più importanti nuclei abitativi della zona: Riparbella, Guardistallo, Montescudaio, Castagneto Marittimo (oggi conosciuto come Castagneto Carducci), Bolgheri.
Sui territori intorno al castello di Terriccio (Castellina Marittima) dominarono a lungo i Gaetani o Caetani dall'inizio del XI fino alla fine del XVIII secolo, che esercitarono più volte il vicariato per conto della Repubblica di Pisa.
Con l'abbandono delle campagne con la fine dell'impero romano si ebbe un progressivo impaludamento delle terre che nei secoli interessò tutte le zone costiere da Castiglioncello fino a Civitavecchia (Maremme pisana, senese, grossetana e romana). L'ambiente palustre sviluppò la malaria e un ulteriore spopolamento della costa che divenne selvaggia, coperta da fitte boscaglie ed abitata da animali selvatici. La zona era caratterizzata da una ricca serie di stagni e paduli costieri che si erano andati formando dietro la linea di dune costiere. Nei primi decenni del XVIII secolo, la zona già gravemente provata fu spogliata delle poche coltivazioni rimaste da periodiche invasioni di cavallette. Nel giugno 1711 comparve dal mare una nube immensa di locuste che oscurò il sole e ricoprì tutto il territorio maremmano da Piombino fino a Massa Marittima, Gavorrano, Sassetta, Campiglia, Castagneto Carducci, Cecina distruggendo ogni forma vegetale che incontrò.
Nel 1716 con le nuove invasioni, tra aprile e giugno, furono catturate e bruciate oltre 150 metri cubi di locuste.
I primi tentativi di bonifica del territorio furono intrapresi con il marchese Carlo Ginori che ricevette dalla Camera granducale il feudo e la tenuta del "Fitto di Cecina" e il marchesato di Riparbella e Bibbona (1738). La direzione dei lavori, condotta dall'architetto pistoiese Romualdo Cilli, portò ad alcuni tentativi di prosciugamento dei paduli della Cinquantina, Saline e dello Staio sotto Bibbona. Ma nel 1755 con la revoca del feudo e la sua soppressione i lavori furono interrotti. Rimasero così gli stagnoli di Vada ed il suo vasto padule, gli stagni di Cecina, il laghetto del Fitto, il padule delle saline, il padule di Morcaiola presso Bibbona, il padule di Bolgheri, gli stagni di Castagneto. I lavori saranno ripresi solo negli anni '20 del XIX secolo e terminati nel 1833 quando il granduca Leopoldo II cominciò a concedere le allivellazioni delle nuove terre prosciugate.

### Il passaggio dei comuni costieri dalla provincia di Pisa a quella di Livorno
Negli anni venti del Novecento, il fascista livornese Costanzo Ciano, figura di spicco del regime mussoliniano, fece pressioni a Roma per staccare numerosi comuni della costa in favore della provincia di Livorno, che all'epoca era costituita solamente dalla stessa città di Livorno e dalle isole dell'Arcipelago Toscano, fatta eccezione per l'Isola di Capraia (all'epoca in provincia di Genova, ultimo lembo dell'antico dominio genovese) e quelle in provincia di Grosseto.
Sotto la spinta di Ciano, l'esigenza di conferire alla città labronica una provincia adeguata alla sua importanza (infatti, già alla fine del XIX secolo Livorno era l'undicesima città d'Italia per popolazione) divenne pertanto prioritaria: quindi, nel 1925 diversi comuni della provincia di Pisa (Rosignano Marittimo, Cecina, Bibbona, Castagneto Carducci, San Vincenzo, Campiglia Marittima, Sassetta, Suvereto, Piombino) geograficamente e storicamente parte integrante della Maremma Pisana, passarono sotto il controllo dell'amministrazione provinciale di Livorno. Oggi è in uso anche far coincidere con i confini provinciali la linea di demarcazione fra territori della Maremma Pisana e della Maremma Livornese.

## Territorio storico e geografico
In base a quanto scritto nel precedente paragrafo, il territorio storico della Maremma Pisana includeva tutta la fascia costiera e l'immediato retroterra pianeggiante e collinare da Rosignano Marittimo fino al confine con la provincia di Grosseto (Maremma grossetana), estendendosi tra il Mar Ligure e il Mar Tirreno ad ovest e le prime propaggini collinari a est, costituite (da nord a sud) inizialmente dalla parte meridionale delle Colline pisane, poi dalle colline della Val di Cecina ed infine dalle propaggini occidentali delle Colline Metallifere.
A seguito dell'introduzione del termine Maremma livornese per identificare geograficamente l'area passata dal punto di vista amministrativo in provincia di Livorno, il territorio geografico-amministrativo identificabile con la Maremma Pisana si limita ad alcune zone del più lontano retroterra pianeggiante e dell'immediata area pedecollinare in prossimità della Val di Cecina e della Val di Cornia, che sono rimaste tuttora in provincia di Pisa. Mentre da un punto di vista storico-geografico è corretto continuare a chiamare tutta la Maremma settentrionale, senza distinzione tra i territori oggi in provincia di Pisa e quelli in provincia di Livorno, con l'appellativo di Maremma Pisana, il nome con il quale questi territori sono stati conosciuti per secoli.  Il suo territorio, dopo la colonizzazione pisana con la costruzione di numerosi borghi fortificati che da Livorno, attraverso Montenero (Livorno), Rosignano Marittimo, Vada (Rosignano Marittimo), Riparbella, Guardistallo, Bibbona, fino a Campiglia Marittima, Suvereto, fino a Populonia, Scarlino fino a Castiglione della Pescaia ed altri centri minori, subì un progressivo abbandono in conseguenza della decadenza della Repubblica di Pisa e della sua successiva conquista fiorentina. Devastata da carestie, Malaria, scorrerie militari ed invasioni periodiche di Locusta migratoria, questa fascia costiera divenne quasi inabitabile, popolandosi solo di selvaggina e zone acquitrinose. Ben presto come le zone più meridionali rimase terra di pascolo e di migrazioni invernali per le greggi.
Anche questo tratto costiero fu caratterizzato, almeno fino alla prima metà del XIX secolo, dalla presenza di numerose zone palustri che progressivamente furono bonificate e prosciugate dal governo lorenese.
Tra le più importanti si ricordano:
1. le lame costiere che da sud della foce dell'Arno si allungavano verso il Calambrone (del Montino, del Leccio, del Diacciaio, ecc.)
2. il paduletto di Arno vecchio (nel tratto dell'antico alveo del fiume deviato nel 1604)
3. il padule del Galanchio, intorno alla foce del Calambrone
4. la Paduletta a nord-est di Livorno, nella zona intorno all'attuale stazione del Calambrone, lambiva la Gronda dei Lupi ed arrivava fino alla raffineria dello STANIC
5. i vasti paduli di Stagno Maggiore, della Pantera, di Castagnolo e della Ballerina, da cui emergevano, quasi come isole le tenute di Coltano e di Castagnolo
6. i terreni acquitrinosi del Mortaiolo, prosciugati tra le fine del XVIII secolo e i primi dell'800
7. il padule della Chimerla, adiacente all'antica fattoria di Guinceri, che raccoglieva le acque del torrente Isola ed era collegato con quello di Vicarello
8. il padule di Vicarello, ad est del villaggio
9. il padule di Gamberonci, che raccoglieva le acque del torrente Oncina Lavoria
10. il padule del Lupo posto tra i poggetti presso Cenaia
11. i terreni acquitrinosi del Faldo, a nord di Vicarello
12. i terreni paludosi delle Guasticce e del Prato alla "Contessa", nel basso corso del fiume Tora
13. gli stagnoli di ponente e di levante di Vada a sud di Rosignano Marittimo
14. il padule di Vada nella zona di Capocavallo
15. gli stagni a nord della bocca del fiume Cecina
16. il paduletto dei "Due Cedri" a sud di Cecina
17. il padule delle Saline a sud di Cecina nella zona dell'attuale Cedrino e della fattoria della Ghinchia
18. il padule dello Staio tra i fossi delle Tane e della Madonna nella zona costiera di Bibbona
19. il vasto padule di Morcaiola alle spalle dell'attuale Marina di Bibbona
20. il padule di Bolgheri, i cui residui sono oggi divenuti oasi faunistica
21. gli stagni costieri di Castagneto Carducci
22. il lago di Rimigliano
23. il padule del Mulinaccio alle spalle del lago suddetto
24. il vasto padule della Caldana o di Piombino che raccoglieva le acque del fiume Cornia prima che si gettassero in mare presso Piombino
25. il padule del Pozzale a sud di Venturina
26. il padule costiero della Sterpaia
27. il padule costiero di Torre del sale.

## Clima
Il clima della zona risulta particolarmente mite e soleggiato, grazie anche alla costante ventilazione. Le precipitazioni sono concentrate soprattutto nei mesi autunnali e primaverili e sono comprese mediamente tra i 700 e gli 800 mm annui, con valori superiori in prossimità dei rilievi delle Colline Metallifere esposti ai venti umidi atlantici.
Nella tabella sottostante sono riportati i dati climatici medi relativi al trentennio 1951-1980, forniti da alcune stazioni facenti capo al servizio idrologico.
| Località           | latitudine | altitudine       | temperatura media annua | precipitazioni medie annue | media di riferimento |
| ------------------ | ---------- | ---------------- | ----------------------- | -------------------------- | -------------------- |
| Santa Luce         |            | 200 metri s.l.m. | 14,4 °C                 | 881 mm                     | 1951-1980            |
| Casacce            |            | 50 metri s.l.m.  | 15,1 °C                 | 837 mm                     | 1951-1980            |
| Marmolaio          |            | 161 metri s.l.m. | 14,6 °C                 | 997 mm                     | 1951-1980            |
| Terriccio          |            | 153 metri s.l.m. | 14,6 °C                 | 895 mm                     | 1951-1980            |
| Riparbella         |            | 216 metri s.l.m. | 14,3 °C                 | 763 mm                     | 1951-1980            |
| Mocaio             |            | 197 metri s.l.m. | 14,4 °C                 | 806 mm                     | 1951-1980            |
| Buriano            |            | 225 metri s.l.m. | 14,2 °C                 | 817 mm                     | 1951-1980            |
| Saline di Volterra |            | 72 metri s.l.m.  | 15,0 °C                 | 874 mm                     | 1951-1980            |
| Cacciatina         |            | 65 metri s.l.m.  | 15,1 °C                 | 847 mm                     | 1951-1980            |
| Ponteginori        |            | 66 metri s.l.m.  | 15,0 °C                 | 828 mm                     | 1951-1980            |
| Montescudaio       |            | 242 metri s.l.m. | 14,2 °C                 | 837 mm                     | 1951-1980            |
| Querceto           |            | 80 metri s.l.m.  | 15,0 °C                 | 874 mm                     | 1951-1980            |
| Molino del Balzone |            | 80 metri s.l.m.  | 15,7 °C                 | 863 mm                     | 1951-1980            |

## Coltivazioni
La zona è particolarmente vocata alla produzione di eccellenti vini, soprattutto nell'area di Bolgheri nel comune di Castagneto Carducci, località citata da Giosuè Carducci nella celebre poesia Davanti a San Guido e nota per il suggestivo Viale dei Cipressi. Proprio davanti all'Oratorio di San Guido si trova la rinomata tenuta dove viene prodotto il Bolgheri Sassicaia, uno dei migliori vini del panorama italiano e mondiale. Tale area, storicamente appartenente alla Maremma Pisana, viene annoverata nella Maremma Livornese, la cui denominazione di tipo geografico risulta essere del tutto recente.
Altri vini di pregio prodotti nella Maremma Pisana - non solo storica ma anche geografica - sono quelli a denominazione di origine controllata Montescudaio (il cui territorio di produzione interessa l'omonimo comune e quelli limitrofi, oltre ad alcuni vini della Val di Cornia prodotti nell'omonimo Val di Cornia all'estremità meridionale delle province di Pisa e Livorno.